# Naujenes pagasts
Naujenes pagasts er en territorial enhed i Daugavpils novads i Letland. Pagasten havde 5.957 indbyggere i 2010 og omfatter et areal på 131,10 kvadratkilometer. Hovedbyen i pagasten er Naujene.